# أبو الهول الطويل
أبو الهول الطويل (الاسم العلمي: Sphinx praelongus) هو نوع من الحشرات يتبع جنس أبو الهول من فصيلة عثث أبو الهول.